# Groclant

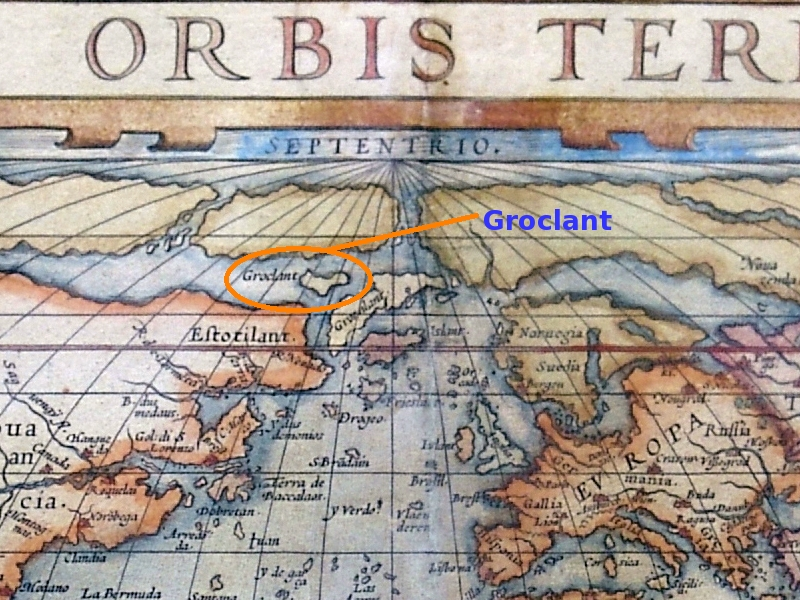
Groclant dibuixada a l'oest de Groenlàndia, en un famós mapa de Abraham Ortelius de 1572.

Groclant o Grocland o Groclandia, és el nom d'una illa fantasma que se suposava situada a l'oest de Groenlàndia i que apareix en diversos mapes fins a començament del segle xvii.
Al lloc de l'actual Groenlàndia un mapa anònim català menciona «Grondland» i «Engroneland» Un dels primers mapes en què apareix Groclant és el de Mercator de 1569 En una correpondència amb John Dee parla d'una illa habitada per gegants «en aquest Grocland va trobar homes de 23 peus, en la mesura amb què es mesura la terra.» hi hauria sigut una terra colontizada pel rei Artús. i un dels últims és el de Matthias Quad (llatinitzat Quadus, 1557-1613) al seu Geographisches Handbuch (Manual de geografia) de 1608.
L'origen d'aquesta illa fantasma es remunta probablement a un error d'impressió o de transcripció Groenlàndia (Grønland en danès, antigament Grœnnland, algunes vegades abreujat  Groẽnland) i a la confusió amb illes com la de Baffin o altres de l'actual regió canadenca de Nunavut.